# Limnonectes lauhachindai
Limnonectes lauhachindai es una especie de anfibio anuro de la familia Dicroglossidae.

## Distribución geográfica
Esta especie es endémica de la provincia de Ubon Ratchathani en Tailandia. Se encuentra en los distritos de Na Chaluai y Sirindhorn, entre los 131 y 160 m sobre el nivel del mar.

## Etimología
Esta especie lleva el nombre en honor a Veerayuth Lauhachinda.

## Publicación original
- Aowphol, Rujirawan, Taksinum, Chuaynkern & Stuart, 2015: A new caruncle-bearing Limnonectes (Anura: Dicroglossidae) from northeastern Thailand. Zootaxa, n.º 3956 (2), p. 258–270.[4]